# Pierre de Bénévent
Pierre de Bénévent est un cardinal du XIIIe siècle ayant officié dans le Languedoc durant la croisade des albigeois pour le compte du pape Innocent III.

## Biographie
Début 1214, Pierre de Bénévent est envoyé par le pape Innocent III dans le Sud de la France en tant que légat à latere, après la bataille de Muret, pour réconcilier à l'Eglise catholique le comte de Comminges et le vicomte de Béarn, ainsi que pour forcer Simon de Montfort à libérer le jeune Jacques Ier d'Aragon, dont le père, Pierre II d'Aragon vient d'être tué à ladite bataille. Il intervient à temps pour mettre fin à la guerre entre Simon de Montfort et le vicomte de Narbonne, Aimery III. Ce dernier, proche du comte de Toulouse et du roi d'Aragon, s'insurge contre le chef de la croisade des albigeois. Simon de Montfort s'accommode de la demande venant du cardinal, auquel il a auparavant rendu hommage, en échange de l'absolution.
Le jeune roi Jacques Ier d'Aragon est libéré, tandis que de nombreux seigneurs favorables aux cathares viennent implorer le pardon du cardinal, tel que le comte Raymond VI de Toulouse. En échange, ces seigneurs offrirent une partie de leurs biens en gage de loyauté, bien que certaines des terres précédemment saisies par Simon de Montfort leur furent restituées. À la suite de cela, il part pour l'Aragon régler les affaires conséquentes à la mort du précédent roi, et fait jurer fidélité par tous les nobles au nouveau roi d'Aragon.
De retour en France, il préside ensuite le concile de Montpellier, durant lequel Simon de Montfort tente de s'approprier une grande part du Sud-Ouest de la France, principalement sur le comté de Toulouse. Alors que la plupart des ecclésiastiques présents reconnaissant le noble comme "prince et monarque de tout le pays", Pierre de Bénévent choisit de s'en référer à son supérieur le pape Innocent III, qui laisse les droits à Simon de Montfort sur de nombreux territoires, mais confisque au profit de l'Eglise le comté de Melgueil.